# 吴德施
吴德施（Logan Herbert Roots，1870年—1945年）美国圣公会在华传教士，鄂湘教区主教。 
1870年，吴德施出生在美国伊利诺斯州，1891年毕业于哈佛大学文学院，1896年毕业于圣公会神学院，同年由美国圣公会差会派遣来中国，此后长期在武昌、汉口传教。1896年11月在武昌高家巷圣约瑟堂任堂牧。1899年调任汉口圣保罗堂堂牧。1904年11月，任湘鄂皖赣教区主教（1912年教区分割，继续任鄂湘教区主教）。
辛亥革命前，他支持中国会吏胡兰亭、黄吉亭在武昌圣公会高家巷圣约瑟堂创办含有反清倾向的书报阅览室日知会，日知会被破坏，刘静庵等人被捕后，吴德施又出面营救。1913年，又被选为中国基督教续办委员会委办长。1922年后兼任中华基督教协进会执行干事。1926～1931年兼任中华圣公会主教院主席。1931年夏秋之间，长江、汉水流域洪水成灾，他出任全国水灾救济会湖北分会执行委员，在武昌成立武汉各教会联合赈灾办事处。
吴德施与中国共产党和国民党的政治领袖都保持着密切的关系。1927年，周恩来由上海潜来汉口又潜至南昌，曾得到其帮助。抗日战争初期，汉口成为中国的临时首都，他在汉口鄱阳街圣保罗座堂大院内的住所，曾招待外国左翼人士艾格尼斯·史沫特莱、安娜·路易丝·斯特朗、白求恩，并赠送财物和药品给八路军。1938年4月中旬退休回国。回国后定居纽约市，领导道德重整运动。